# STINGER
STINGER（スティンガー）は日本のプロレス団体であるプロレスリング・ノア内のユニットである。

## 概要
- 2018年9月1日、両国国技館大会で5年10ヶ月ぶりにNOAHに帰還した鈴木鼓太郎が小川良成と結託。
- 12月16日、RATEL'Sを裏切ったYO-HEYも結託し、正式にSTINGER結成となった。
- 2019年2月1日、YO-HEYがRATEL'SのHAYATAとタッグを呼び掛ける。再結成し5月ジュニアリーグ戦に出場。6月リーグ戦終了後にYO-HEYは追放となりRATEL'Sへ戻った。
- 6月13日、クリス・リッジウェイが加入。
- 8月、小峠篤司が加入。
- 2020年1月4日、小川がHAYATAのもつGHCジュニア王座に挑戦し53歳での戴冠を果たした[1]。
- 2020年5月9日、RATEL'Sを裏切ったHAYATAが正式加入[2]（RATEL'Sはその後解散）。翌日に小峠が離脱。
- 10月28日、小川と一触即発なムードであった鼓太郎が追放。
- 12月6日、鼓太郎が対STINGERのため謎のマスクマン「サルバへ・デ・オリエンテ」を連れてくるも、鼓太郎を裏切りSTINGERへ寝返る。試合後に正体を進祐哉と明かし正式に加入を発表。
- 2021年5月2日、フルスロットルを離脱した吉岡世起が加入。
- 2022年12月、HAYATAのもつGHCジュニア王座に、GHCジュニアタッグのパートナー小川が挑戦を表明。ジュニアタッグ防衛戦が決定済みのなか異例のカード決定となった。
- 2022年1月1日、日本武道館大会にてHAYATA対小川のGHCジュニアヘビー戦にてHAYATAは防衛。
- 1月22日、大阪でのGHCジュニアタッグ防衛戦を控えてた小川が新型コロナウイルス感染のため欠場、GHCタイトル管理委員会はタイトルを剥奪し、同大会を王座組決定戦とし[3]、挑戦者であった大原・小峠組と対戦した吉岡・進組が勝利しGHCジュニアタッグ王者となった[4]。
- 4月、GHCジュニアタッグを持つ小川、リッジウェイに対し、吉岡・進が襲撃という形で挑戦を表明したことで、防衛戦は敗者ユニット追放マッチが決定した[5]。
- 5月21日、大田区大会にてGHCジュニアタッグ防衛戦中にペロス・デ・マール・デ・ハポンが乱入しノーコンテストに。王座移動はなく追放者はなしとなった[6]。
- 6月7日後楽園大会、ペロスのもつトライアングルゲート王座に小川、吉岡、進が挑戦し王座戴冠を果たした[7]。
- 6月8日後楽園大会、同王座を原田・小峠・YO-HEYが挑戦し敗北、戴冠した翌日に奪還されたことで1日天下となってしまった[8]。また誤爆を多く受けた吉岡がユニット離脱を示唆し、以降のカードが変更された。
- 9月、進祐哉が頚椎捻挫のため負傷欠場（翌年に他団体にて復帰し、以降ノアには参戦していない）。
- 10月にはHAYATAがタイトルマッチ中の左ヒジ関節脱臼骨折のため王座陥落、長期欠場へとなり、クリスを帰国中のため小川がユニット一人の状態となった。
- 11月、因縁の「ペロスデルマールデハポン」がNOSAWA論外の引退発表も兼ねて解散。
- 12月、小川がEitaがシングルマッチを行い勝利後、出てきたNOSAWAと小川が握手を交わす。その後、新宿大会にて小川とEitaが握手を交わし、GHCジュニアタッグのベルトへ挑戦を表明。
- 2023年1月、小川・Eita組がGHCジュニアタッグ王座を戴冠。
- 2月、HAYATAが復帰し、クリスが参戦をすると、小川の現在の行動を不快に思い対立、クリス・HAYATAはGHCジュニアタッグへ挑戦を表明した。。21日、東京ドーム大会では10人タッグのチームとして組まれたが、小川は要求するも一度もタッチさないまま試合はクリスが決め、小川・Eita組、クリス・HAYATA組での対立関係が激化した。
- 2024年8月13日、小川が頸部の負傷により引退を発表し、メンバーがダガ一人となった。その後、ダガはジャック・モリス、ヨシタツと共に新たに『TEAM 2000X』を結成し、それによりSTINGERは自然消滅となっている。

## メンバー
- 小川良成
- 小峠篤司
- 鈴木鼓太郎
- YO-HEY
- 吉岡世起
- 進祐哉
- HAYATA
- クリス・リッジウェイ
- ダガ

## タイトル歴
GHCジュニアヘビー級王座
- 鈴木鼓太郎（第37代、第42代）
- 小川良成（第41代）
- HAYATA（第46代、第49代）
- ダガ（第54代）

GHCジュニアヘビー級タッグ王座
- 小川良成&鈴木鼓太郎（第36代）
- 鈴木鼓太郎&小峠篤司（第38代）
- 小川良成&HAYATA（第40代、第42代、第47代）
- 吉岡世起&進祐哉（第44代、第48代）
- 小川良成&クリス・リッジウェイ（第50代）
- 小川良成&Eita（第55代）
- クリス・リッジウェイ&ダガ（第57代）

オープン・ザ・トライアングルゲート王座
- 小川良成&吉岡世起&進祐哉（第79代）

GLOBAL Jr. TAG LEAGUE優勝
- 小川良成&鈴木鼓太郎（2019年）

IPW:UKジュニアヘビー級王座
- 小峠篤司（第2代）
- HAYATA（第4代）

プログレス王座
- クリス・リッジウェイ（第17代）

スーパー・ストロング・スタイル16優勝
- クリス・リッジウェイ（2022年）